# 톰 키쉐
톰 키시(Tom Kiesche, 1967년 10월 2일 ~ )는 미국의 소설가, 배우이다.
해컨색에서 태어났다.

## 출연 작품
- 쉬즈 알러직 투 캣츠 (2016년)
- 더블유엠디: 대량살상무기 (2013년) - 캡틴 행크 개리슨 역
- 라이츠 아웃 (2011년)
- 애니멀 (2001년)
- 에이리언 레이더스 (2008년) - 로건 역

### 텔레비전
- 탐정 몽크 (2006)
- 브레이킹 배드 (2009-10) - 클로비스 역